# Torre de Porquera

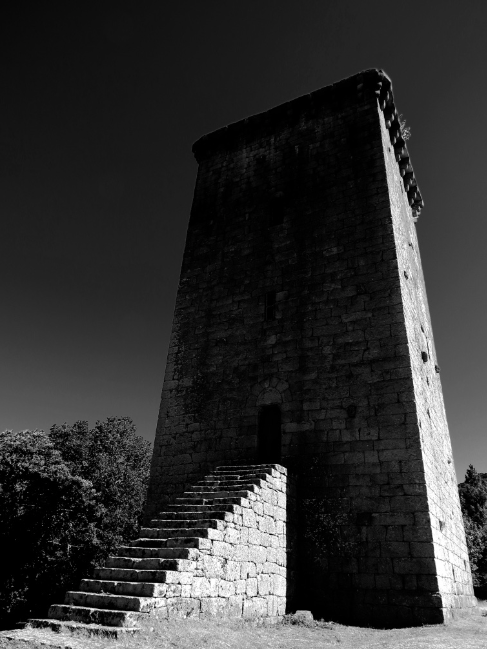
La torre vista desde su base.

La Torre de Porquera (Torre de Porqueira, en gallego) forma parte de un conjunto de fortificaciones que antiguamente protegían la vasta zona fértil de la Comarca de La Limia con la función de prevenir los ataques de invasores ingleses y portugueses. Aunque popularmente se conocen cuatro (Torre de Pena, Torre do Castro, Torre de Porqueira y Torre de Celme), existen dos más (Torre de Ginzo y Torre de Ganade) y, como muy bien explica D.José Pérez Rodríguez (el "veterinario de Ginzo de Limia”) en su referenciado documento de los cuadernos Lethes, hay muy pocas personas que tengan conocimiento de la existencia de dichas Torres.

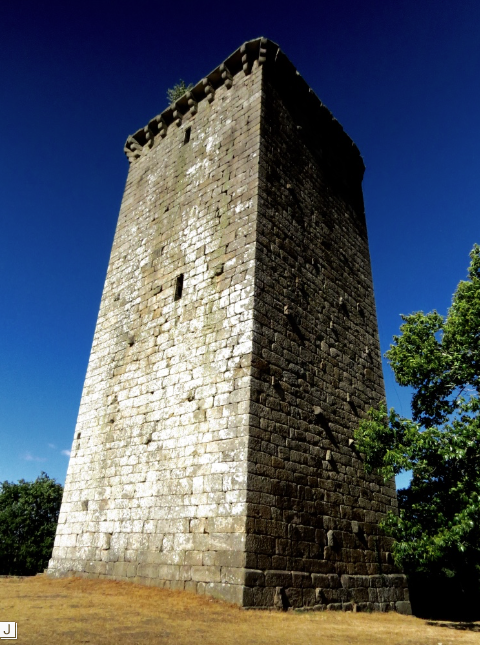
Vista desde la base.

## Referencias históricas

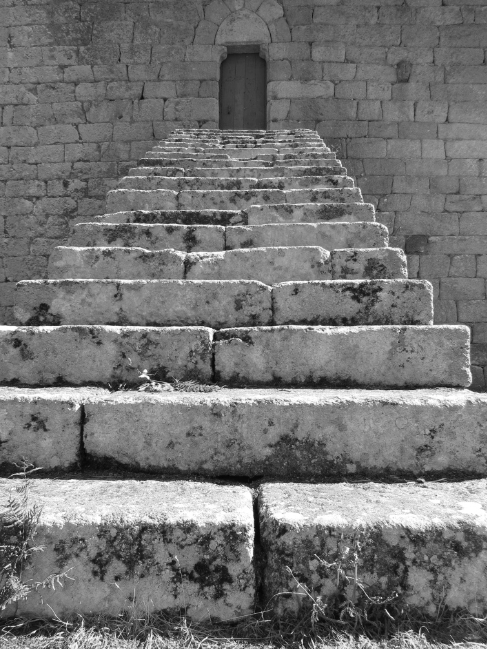
Vista de su escalinata.

## Conservación

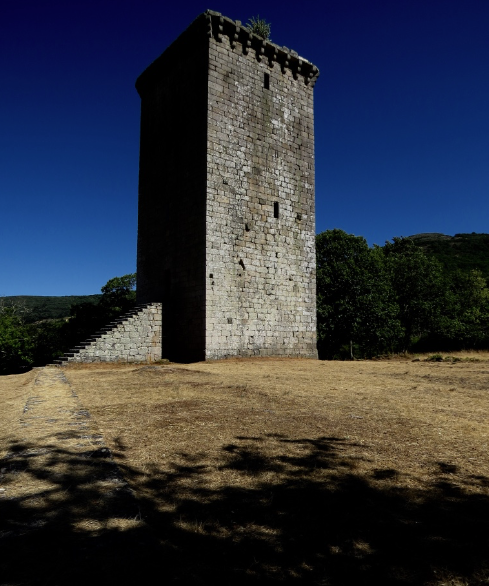
Vista desde su base.

## Ubicación geográfica

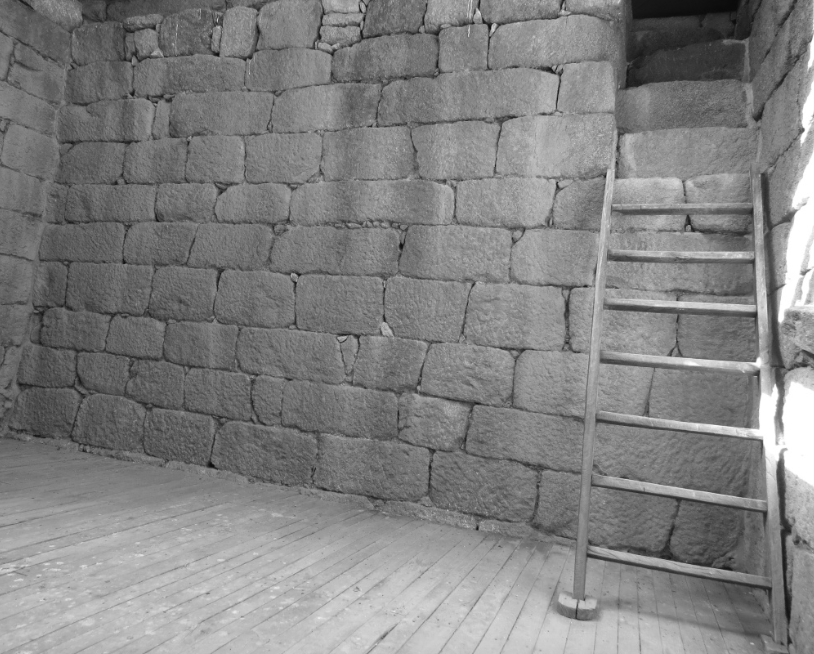
Vista interior de la última planta.